# Нива (река)
Нива — река на Кольском полуострове в Мурманской области России. Вытекает из озера Имандра, впадает в Кандалакшский залив Белого моря. Сток регулируется Нивским каскадом ГЭС.

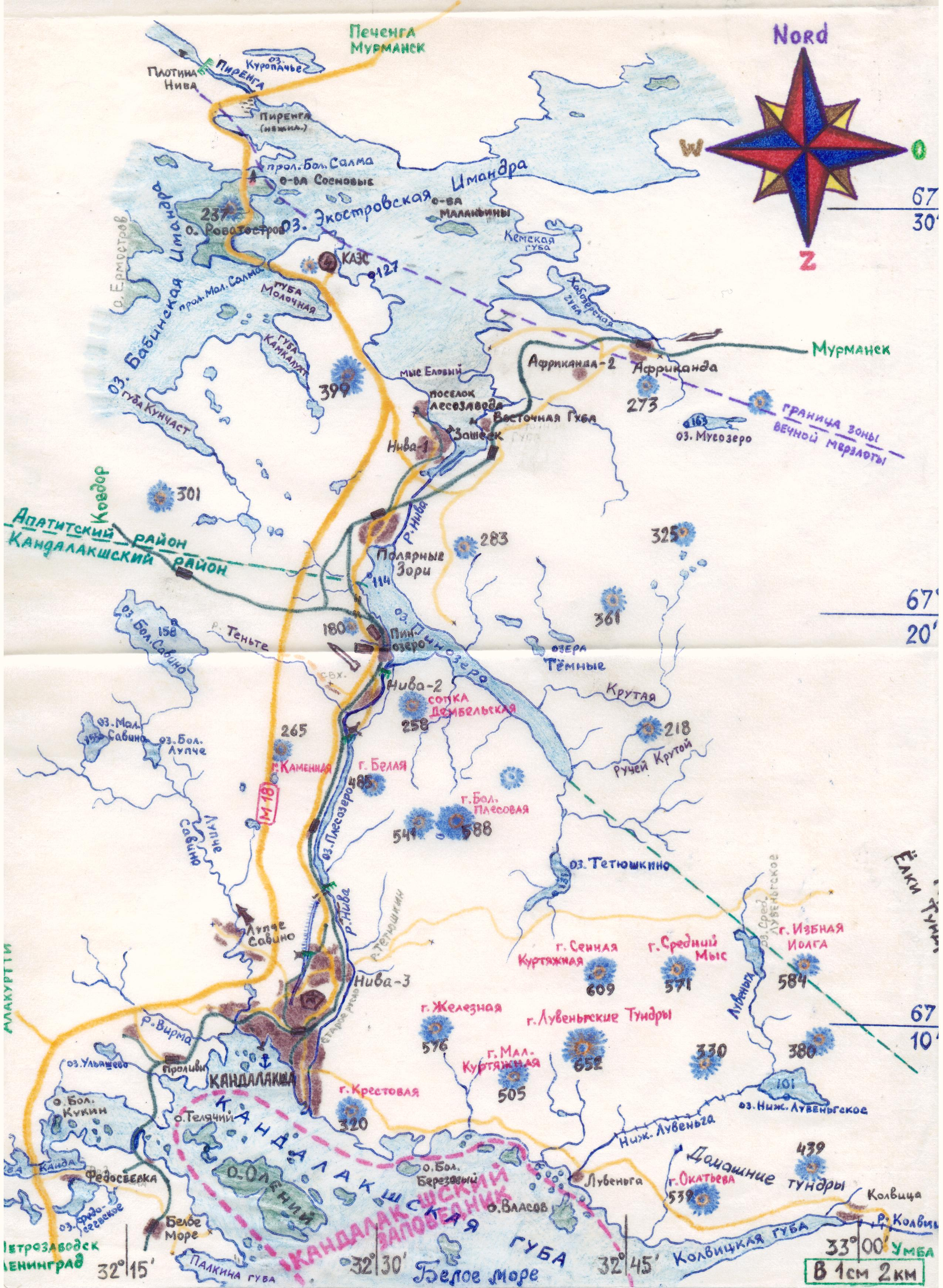
Карта окрестностей реки

Длина — 36 км. Площадь бассейна — 12 830 км².
Берёт начало в Зашеечной губе озера Имандра, близ посёлка Зашеек. Река у истока преграждена плотиной Нива ГЭС-1. Проходит через озеро Пинозеро, на котором расположена одноимённая станция. Южнее на реке расположен посёлок Нивский, в котором находится Нива ГЭС-2. Ниже по течению река проходит через Плесозеро, которое является подпорьем для Нивы ГЭС-3. После Нивы ГЭС-3 основной объём воды сбрасывается в Белое море по подземному каналу через Кандалакшу. Ниже по течению в старое русло реки слева впадает ручей Тетюшкин. Впадает в Белое море на восточной границе Кандалакши. Недалеко от истока Нивы через реку перекинуты железнодорожный и автомобильный мосты.
Питание в основном снеговое и дождевое. Средний расход воды — 164 м³/с (в 15 км от устья). Порожиста. Сплавная. В местах порогов не замерзает.

## Этимология
Существуют две гипотезы возникновения названия реки Нива. Нередко название реки объясняют через саамское «ньявв», «ниявв» — «быстрина». Однако слово «нива» встречалось и в речи поморов в значении «порог, участок между двумя порогами». На относительно небольшой Ниве около 150 порогов и порожков. Старожилы Кандалакши помнят времена, когда река в районе Кандалакши представляла собой сплошной поток пены. Следовательно, название реки может быть и исконно русским.

## Данные водного реестра
По данным государственного водного реестра России относится к Баренцево-Беломорскому бассейновому округу, водохозяйственный участок реки — река Нива, включая озеро Имандра. Речной бассейн реки — бассейны рек Кольского полуострова и Карелии.
Код объекта в государственном водном реестре — 02020000312101000009564.